# Sominot
Sominot (Bayan ng Sominot) är en kommun i Filippinerna. Kommunen ligger på ön Mindanao, och tillhör provinsen Zamboanga del Sur. Folkmängden uppgår till 14 815 invånare.

## Barangayer
Sominot är indelat i 18 barangayer.
| - Bag-ong Baroy - Bag-ong Oroquieta - Barubuhan - Bulanay - Datagan - Eastern Poblacion - Lantawan - Libertad - Lumangoy | - New Carmen - Picturan - Poblacion - Rizal - San Miguel - Santo Niño - Sawa - Tungawan - Upper Sicpao |